# Joaquín Pereyra (Fußballspieler, Juli 1994)
Joaquín Pereyra, vollständiger Name Joaquín Alejandro Pereyra Cantero, (* 10. Juli 1994 in Montevideo) ist ein uruguayischer Fußballspieler.

## Karriere
Der 1,87 Meter große Defensivakteur Pereyra steht mindestens seit der Clausura der Spielzeit 2014/15 im Kader des Erstligisten Danubio FC. Dort debütierte er unter Trainer Leonardo Ramos am 15. Februar 2015 beim 1:0-Auswärtssieg gegen Racing mit einem Startelfeinsatz in der Primera División. Insgesamt lief er in der Saison 2014/15 in zwölf Erstligaspielen und drei Partien der Copa Libertadores 2015 auf. In der Apertura 2015 folgten vier weitere Erstligaeinsätze. Zudem bestritt er zwei Begegnungen der Copa Sudamericana 2015. Ein Pflichtspieltor erzielte er in Reihen von Danubio nicht. Im Januar 2016 wechselte er innerhalb der Liga auf Leihbasis zu Villa Teresa, wurde bis zum Saisonende aber nicht eingesetzt. Mitte Juli 2016 lieh ihn der Erstligaaufsteiger Boston River aus und setzte ihn in der Saison 2016 viermal (kein Tor) in der höchsten uruguayischen Spielklasse ein.